# Dierluizen
Dierluizen (Phthiraptera) zijn een orde van insecten die zich gespecialiseerd hebben in het parasiteren op andere dieren. De meeste soorten zijn vleugelloos en zeer klein, vaak slechts enkele millimeters lang. De bekendste voorbeelden zijn de zuigende luizen uit de onderorde Anoplura zoals de  schaamluis, de hoofdluis en de kleerluis. Maar ook de verenetende  vogelluizen uit de onderorde Amblycera behoren tot deze orde. 
Deze vogelluizen werden vroeger ondergebracht in een aparte orde "Mallophaga" maar dit is een parafyletisch taxon gebleken dat niet meer wordt gebruikt.  

## Taxonomie
- Onderorde Amblycera - Kellogg, 1896
  - Families: Boopiidae - Gyropidae - Laemobothriidae - Menoponidae (vogelluizen) - Ricinidae - Trimenoponidae
- Onderorde Anoplura - Leach, 1815 (zgn. zuigende luizen)
  - Families: Echinophthiriidae - Enderleinellidae - Haematopinidae - Hamophthiriidae - Hoplopleuridae - Hybothiridae - Linognathidae - Microthoraciidae - Neolinognathidae - Pecaroecidae - Pedicinidae - Pediculidae (mensenluizen) - Pthiridae (schaamluizen) - Polyplacidae - Ratemiidae
- Onderorde Ischnocera - Kellogg, 1896
  - Families: Philopteridae - Trichodectidae
- Onderorde Rhyncophthirina - Ferris, 1931
  - Familie Haematomyzidae
    - Geslacht Haematomyzus